# Westfália
Westfália egy község (município) Brazíliában, Rio Grande do Sul államban. 2021-ben népességét 3046 főre becsülték.

## Elnevezése
Északnyugat-németországi, vesztfáliai bevándorlók alapították a 19. század második felében, és származási helyük emlékére nevezték el Westfáliának.

## Története
Az 1858-tól gyarmatosított Teutônia telep része volt. Területén 1869 körül kezdtek letelepedni a német bevándorlók, főként vesztfáliai és részben hunsrücki származásúak. Több kis települést foglalt magába, melyeket a felfedezők vagy német városok, létesítmények tiszteletére neveztek el (Berlin, Köln, Picada Moltke, Picada Bismark, Picada Horst, Picada Krupp, Linha Frank, Linha Schmidt, Linha Paissandu).
1996-ban függetlenedett Imigrante és Teutônia községektől.

## Leírása
A község népességének túlnyomó része vidéken él és mezőgazdasággal foglalkozik (növénytermesztés, állattenyésztés), de az ipar is jelen van (kohászat, fafeldolgozás, bútorgyártás). A fő fogyasztói központok közötti stratégiai elhelyezkedésének köszönhetően folyamatosan fejlődik. A dombos környék, tavak, vízesések kiváló lehetőséget nyújtanak a természetjárásra. A lakosok ma is tartják régi szokásaikat és nyelvüket (Plattdüütsch), népszerű jelkép (és szuvenír) a fapapucs.